# Finding Nemo
Finding Nemo (bra: Procurando Nemo; prt: À Procura de Nemo) é um filme de animação norte-americano de 2003, dos gêneros aventura e comédia dramática, produzido pela Pixar Animation Studios e distribuído pela Walt Disney Pictures. Com direção de Andrew Stanton e codireção de Lee Unkrich, o roteiro foi escrito por Stanton, Bob Peterson e David Reynolds a partir de uma história criada por Stanton. É estrelado pelas vozes de Albert Brooks, Ellen DeGeneres, Alexander Gould, Willem Dafoe e Geoffrey Rush. Conta a história de um peixe-palhaço superprotetor chamado Marlin (Brooks) que, junto com uma cirurgião-patela fêmea chamada Dory (DeGeneres), sai numa grande jornada em busca do filho desaparecido dele, Nemo (Gould). Ao longo do caminho, Marlin aprende a correr riscos e aceita que Nemo tem condições de cuidar de si mesmo.
A pré-produção começou em 1997, seis anos antes do lançamento do filme. A inspiração para o enredo surgiu de múltiplas experiências de Stanton, incluindo a paternidade e suas lembranças de idas ao dentista na infância, ocasiões em que ele ficava admirando o aquário do consultório e presumia que os peixes queiram voltar para o oceano. A animação só foi iniciada em 2000, visto que os animadores passaram por um período de preparação para garantir que os movimentos dos animais no filme parecessem autênticos. Para isso, os artistas dedicaram-se a um curso intensivo de biologia de peixes e oceanografia, fizeram mergulhos e assistiram a diversas palestras sobre a vida marinha. A trilha sonora foi composta por Thomas Newman.
O longa-metragem estreou em Los Angeles em 18 de maio, sendo lançado nacionalmente nos cinemas dos Estados Unidos em 30 de maio de 2003. Foi o filme de maior bilheteria em seu fim de semana de estreia pelas próximas três semanas e o segundo filme de maior bilheteria de 2003. Posteriormente, tornou-se um sucesso comercial nacional e internacional, arrecadando mais de 871 milhões de dólares em todo o mundo ante seu orçamento de 94 milhões. Considerado na época um novo ponto alto tecnológico da Pixar, recebeu grande aclamação da crítica especializada, que elogiou os elementos visuais, o roteiro, a qualidade da animação e os personagens descritos como marcantes, memoráveis e divertidos tanto para os espectadores mais jovens quanto para os adultos. Atualmente, é referido como um dos melhores e mais importantes filmes animados em listas de diversas publicações. No Oscar 2004, foi indicado aos prêmios de Melhor roteiro original, Melhor trilha sonora original e Melhor edição de som, além de ter ganhado o Oscar de melhor filme de animação, tornando-se o primeiro filme da Pixar a vencer nessa categoria.
Após ser disponibilizado em mídia doméstica, Finding Nemo tornou-se o título de DVD mais vendido de todos os tempos, com mais de 40 milhões de cópias vendidas em 2006. Em seu país de origem, consolidou-se como o filme de classificação G mais lucrativo da história até Toy Story 3 ultrapassá-lo em 2010. Recebeu ainda um bem-sucedido relançamento 3D em 2012. Entre os produtos derivados do filme estão brinquedos, jogos eletrônicos, atrações em parques temáticos e peças publicitárias. Uma sequência, Finding Dory, lançada em junho de 2016, também conquistou grande sucesso comercial e recebeu elogios da crítica.

## Enredo
Marlin, um peixe-palhaço que vive na Grande Barreira de Corais, perde sua esposa e ninhada, devoradas por uma barracuda. Resta-lhe um único filhote, ao qual ele chama de Nemo e passa a superproteger. No primeiro dia de aula, Nemo é capturado por um mergulhador. Desesperado, Marlin conhece Dory, uma cirurgião-patela fêmea que sofre de perda de memória recente. Enquanto tentam escapar de Bruce, um tubarão-branco, eles encontram uma máscara de mergulho que caiu do barco que levou Nemo. Este é colocado num aquário no consultório de um dentista e lá encontra um grupo de animais marinhos liderados pelo ídolo-mourisco Gill.

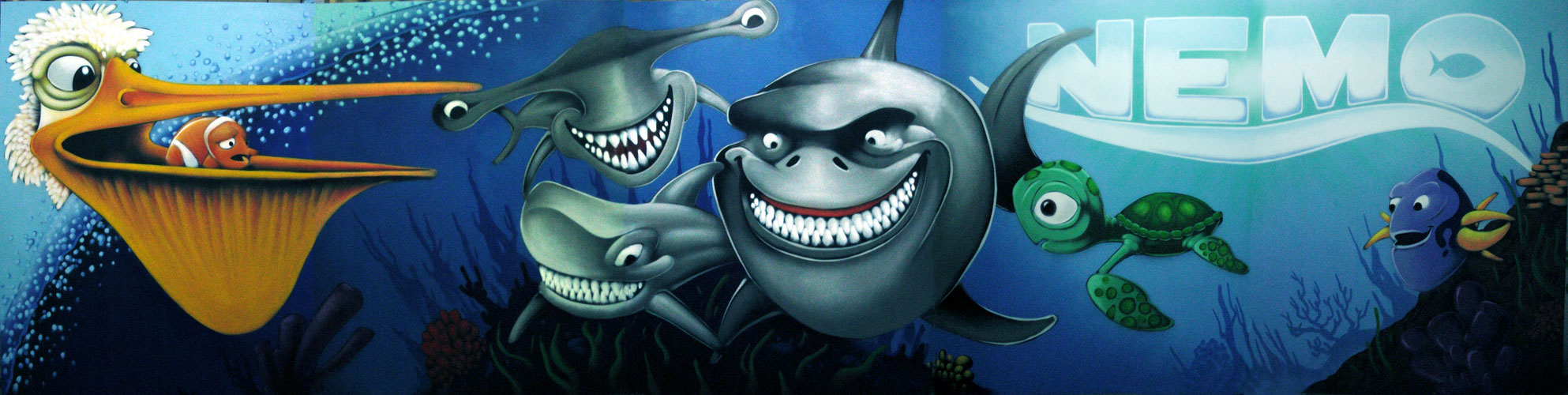
Representação artística de alguns personagens do filme. Da esquerda para a direita: Nigel e Marlin, Bruce e seus tubarões comparsas, Squirt e Dory.

Nemo descobre que será dado à sobrinha do dentista, Darla, notória matadora de peixes. Gill tem um plano de fuga: obstruir o filtro do aquário, forçando o dentista a limpar o recipiente e os transferir para sacos plásticos, para que eles se atirem pela janela e caiam no porto-seguro. Dory consegue ler o endereço escrito na máscara e memorizá-lo. Orientados por um cardume, ela e Marlin chegam à Corrente da Austrália oriental, onde conhecem as tartarugas-verdes Crush e Squirt. Notícias da busca por Nemo se espalham pelo oceano. Um pelicano chamado Nigel voa até o consultório e informa sobre a jornada de Marlin. Nemo consegue obstruir o filtro.
Marlin e Dory são engolidos por uma baleia-jubarte. Dory se comunica com a baleia, que os transporta para a Baía de Sydney e os expele através de seu espiráculo. Lá, eles encontram Nigel, que os leva ao consultório odontológico. Um novo filtro é instalado e a turma do aquário não consegue escapar. Darla chega e o dentista entrega-lhe Nemo, que finge-se de morto para se salvar. Nigel entra pela janela, apavora Darla e deixa o escritório em caos. Depois que o dentista livra-se de Nigel, Gill ajuda Nemo a fugir através de um ralo que leva ao mar.
Pensando que Nemo morreu, Marlin despede-se de Dory, que esqueceu tudo, e volta para casa. Ela encontra Nemo, recupera a memória e o reúne com Marlin, mas é apanhada junto de um enorme cardume numa rede de pesca. Nemo entra na rede e pede que os peixes nadem para baixo, o que faz a rede se romper e eles escapam. De volta para casa no recife de coral, Marlin e Dory observam Nemo ir para a escola. Enquanto isso, o novo filtro deixa de funcionar e a turma do aquário escapa para o oceano.

## Elenco e personagens

### Vozes originais
Este é o elenco de Finding Nemo, de acordo com informações fornecidas pela Pixar Animation Studios:
- Albert Brooks como Marlin, um peixe-palhaço traumatizado e pai superprotetor.
- Ellen DeGeneres como Dory, uma amigável e amnésica cirurgião-patela fêmea que se junta a Marlin durante a jornada dele à procura de Nemo.
- Alexander Gould como Nemo, o jovem filho de Marlin que, apesar de ter nascido com uma nadadeira atrofiada, é muito curioso e quer explorar o oceano.
- Willem Dafoe como Gill, um experiente ídolo-mourisco que lidera um grupo de animais marinhos no aquário de uma clínica odontológica.
- Brad Garrett como Bloat, o baiacu-espinho do aquário.
- Allison Janney como Peach, a estrela-do-mar do aquário.
- Stephen Root como Bubbles, o cirurgião-amarelo do aquário.
- Austin Pendleton como Gurgle, o peixe-royal-gramma do aquário.
- Vicki Lewis como Deb (& Flo), o peixe-donzela listrado do aquário.
- Joe Ranft como Jacques, o camarão-limpador do aquário.
- Geoffrey Rush como Nigel, um pelicano-australiano que visita a clínica odontológica e é amigo da turma do aquário.
- Andrew Stanton como Crush, uma tartaruga-verde.
- Elizabeth Perkins como Coral, esposa de Marlin e mãe de Nemo.
- Nicholas Bird como Squirt, filho de Crush.
- Bob Peterson como Mr. Ray, uma raia-pintada e professor de Nemo.
- Barry Humphries como Bruce, um tubarão-branco que luta contra seu instinto de comer peixes e é amigo de Anchor e Chum.
- Eric Bana como Anchor, um tubarão-martelo, amigo de Bruce e Chum.
- Bruce Spence como Chum, um tubarão-mako, amigo de Bruce e Anchor.
- Bill Hunter como Philip Sherman, o dentista que mantém Nemo e outros animais no aquário de sua clínica.
- LuLu Ebeling como Darla, a pequena e indisciplinada sobrinha do dentista.
- Jordy Ranft como Tad, um alevino de peixe-borboleta e colega de escola de Nemo.
- Erica Beck como Pearl, um filhote de polvo e colega de escola de Nemo.
- Erik Per Sullivan como Sheldon, cavalo-marinho filhote e colega de escola de Nemo.
- John Ratzenberger como Cardume, peixes que indicam o caminho a Marlin.

### Vozes lusófonas
| Personagens | Dubladores         | No Brasil | Ref.          | Dobradores        | Em Portugal | Ref.          |
| ----------- | ------------------ | --------- | ------------- | ----------------- | ----------- | ------------- |
| Marlin      | Júlio Chaves       | Marlin    | [ 20 ] [ 21 ] | Rui Paulo         | Marlin      | [ 22 ]        |
| Dory        | Maíra Góes         | Dory      | [ 20 ] [ 21 ] | Rita Blanco       | Dory        | [ 22 ]        |
| Nemo        | Gustavo Pereira    | Nemo      | [ 21 ] [ 23 ] | Rodrigo Paganelli | Nemo        | [ 24 ] [ 25 ] |
| Gill        | Márcio Simões      | Gil       | [ 21 ] [ 26 ] | Paulo Oom         | Guelra      | [ 24 ] [ 27 ] |
| Bloat       | Jorge Vasconcelos  | Bolota    | [ 21 ] [ 28 ] | João Lagarto      | Balão       | [ 24 ] [ 27 ] |
| Peach       | Fernanda Baronne   | Peach     | [ 21 ] [ 29 ] | André Maia        | Pêssego     | [ 27 ] [ 30 ] |
| Bubbles     | Duda Ribeiro       | Bubbles   | [ 31 ] [ 32 ] | Fernando Gomes    | Bolhas      | [ 27 ] [ 30 ] |
| Gurgle      | Henrique Ogalla    | Gurgle    | [ 32 ] [ 33 ] | Hugo Rendas       | Gluglu      | [ 27 ] [ 30 ] |
| Deb (& Flo) | Carla Pompilio     | Deb/Flo   | [ 32 ] [ 34 ] | Helena Laureano   | Vai e Vem   | [ 24 ] [ 27 ] |
| Jacques     | Sérgio Stern       | Jacques   | [ 32 ] [ 35 ] | Vítor Norte       | Jacques     | [ 24 ] [ 27 ] |
| Nigel       | Hélio Ribeiro      | Nigel     | [ 34 ]        | João Reis         | Miga        | [ 27 ] [ 36 ] |
| Crush       | Claudio Galvan     | Crush     | [ 32 ] [ 37 ] | Pedro Pernas      | Casco       | [ 27 ] [ 30 ] |
| Coral       | Izabel Lira        | Coral     | [ 34 ]        | Carla de Sá       | Coral       | [ 27 ] [ 30 ] |
| Squirt      | Wanderson da Palma | Esguicho  | [ 32 ] [ 34 ] | Carolina Vieira   | Curto       | [ 27 ] [ 30 ] |
| Mr. Ray     | Garcia Júnior      | Tio Raia  | [ 28 ] [ 32 ] | José Jorge Duarte | Sr. Raia    | [ 27 ] [ 30 ] |
| Bruce       | Guilherme Briggs   | Bruce     | [ 20 ] [ 21 ] | Fernando Luís     | Bruce       | [ 27 ] [ 30 ] |
| Anchor      | Renato Rabello     | Anchor    | [ 21 ] [ 28 ] | Carlos Macedo     | Âncora      | [ 27 ] [ 30 ] |
| Chum        | Hamilton Ricardo   | Chum      | [ 21 ] [ 34 ] | António Machado   | Chumbo      | [ 27 ] [ 30 ] |
| Dentista    | Hércules Franco    | Dentista  | [ 38 ] [ 39 ] | Carlos Paulo      | Dentista    | [ 24 ] [ 27 ] |
| Darla       | Victória Ficher    | Darla     | [ 39 ]        | Maria Barbosa     | Darla       | [ 27 ] [ 30 ] |
| Tad         | Bernardo Coutinho  | Tad       | [ 39 ]        | Filipe Feio       | Tad         | [ 27 ] [ 30 ] |
| Pearl       | Bianca Salgueiro   | Pearl     | [ 21 ] [ 40 ] | Carolina Salles   | Pérola      | [ 27 ] [ 30 ] |
| Sheldon     | Thiago Farias      | Sheldon   | [ 21 ] [ 39 ] | Pedro Gil         | Sela        | [ 27 ] [ 41 ] |

No Brasil, a animação foi originalmente dublada no estúdio Double Sound, na cidade do Rio de Janeiro, com direção e tradução de Garcia Júnior. Em 2012, o filme recebeu uma redublagem completa para o lançamento de sua versão 3D, o qual se deu no país em 12 de outubro daquele ano. Apesar de os diálogos terem sido totalmente regravados, nem todos os personagens ganharam vozes novas, tais como Marlin, Dory e Bruce, que continuaram a ser dublados por Júlio Chaves, Maíra Góes e Guilherme Briggs, respectivamente. No entanto, os intérpretes de Nemo e de alguns personagens secundários, incluindo os peixes do aquário como Bubbles e Gurgle, foram substituídos em seus papéis. Entre os dubladores desta nova versão estão Gabriel Reis no papel de Nemo e Fernanda Ribeiro, que interpretou Darla.

## Produção

### Desenvolvimento

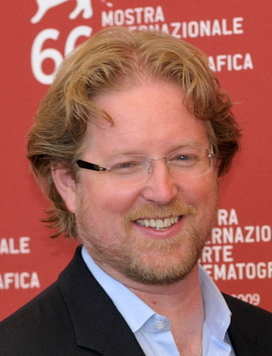
Andrew Stanton escreveu e dirigiu o filme.

O conceito de Finding Nemo surgiu de múltiplas experiências, remontando à infância do diretor Andrew Stanton, que cresceu à beira-mar em Massachussets e adorava ir ao dentista da família para observar um aquário que havia no consultório. Ele ficava pensando quão estranha deveria ser a vista do mundo para os peixes que viviam no recipiente, assumindo que os animais pertenciam ao oceano e certamente queriam voltar para casa. Em 1992, ano em que se tornou pai e trabalhava na construção da história de Toy Story, ele a família visitaram um oceanário e parque de vida selvagem nas proximidades do Six Flags Discovery Kingdom, na época chamado Marine World. Olhando para os tanques, Stanton ficou intrigado com a ideia de reproduzir o mundo subaquático em animação computadorizada. Ele também encontrou inspiração ao refletir sobre o relacionamento com seu filho, ao sentir que estava superprotegendo a criança:
Quando meu filho tinha cinco anos, lembro-me de levá-lo ao parque [aquático]. Eu estava trabalhando muitas horas e me sentia culpado por não passar tempo suficiente com ele... mas durante todo o passeio eu só alertava: 'Não toque nisso. Não faça aquilo. Você vai cair aí.' E havia uma voz na minha cabeça dizendo: 'Você está desperdiçando completamente o momento que tem com seu filho agora'. Fiquei obcecado com a premissa de que o medo pode impedir alguém de ser um bom pai.
O cineasta, então, decidiu que seu filme seria ambientado no oceano e protagonizado por um peixe. Assim, o maior desafio naquele momento era encontrar o peixe perfeito para seu personagem principal. Em entrevista à National Geographic, ele comentou que pretendia que a produção fosse fiel às "verdadeiras regras da natureza" e que, ao vasculhar diversos livros sobre a vida marinha, seu olhar direcionou-se para a fotografia de dois peixes-palhaço espreitando entre os tentáculos de uma anêmona-do-mar. A imagem dos dois animais no seu esconderijo natural capturou perfeitamente o mistério oceânico que ele queria transmitir. Entusiasmado com as cores vibrantes do peixe, Stanton também notou que o animal passa a maior parte do tempo protegido, junto da anêmona. Para um personagem que preza pela segurança e se vê forçado a fazer uma jornada perigosa, o diretor considerou o peixe-palhaço como o protagonista ideal para o projeto. Surgia, assim, a ideia para a criação dos personagens Marlin e Nemo:
Foi tão impressionante. Eu não tinha ideia de que tipo de peixe eles eram, mas não conseguia tirar os olhos deles. E para mim, que sou um artista do entretenimento, o fato de serem chamados de peixes-palhaço — era perfeito. Não há quase nada mais atraente do que esses peixinhos que querem brincar de esconde-esconde com você.

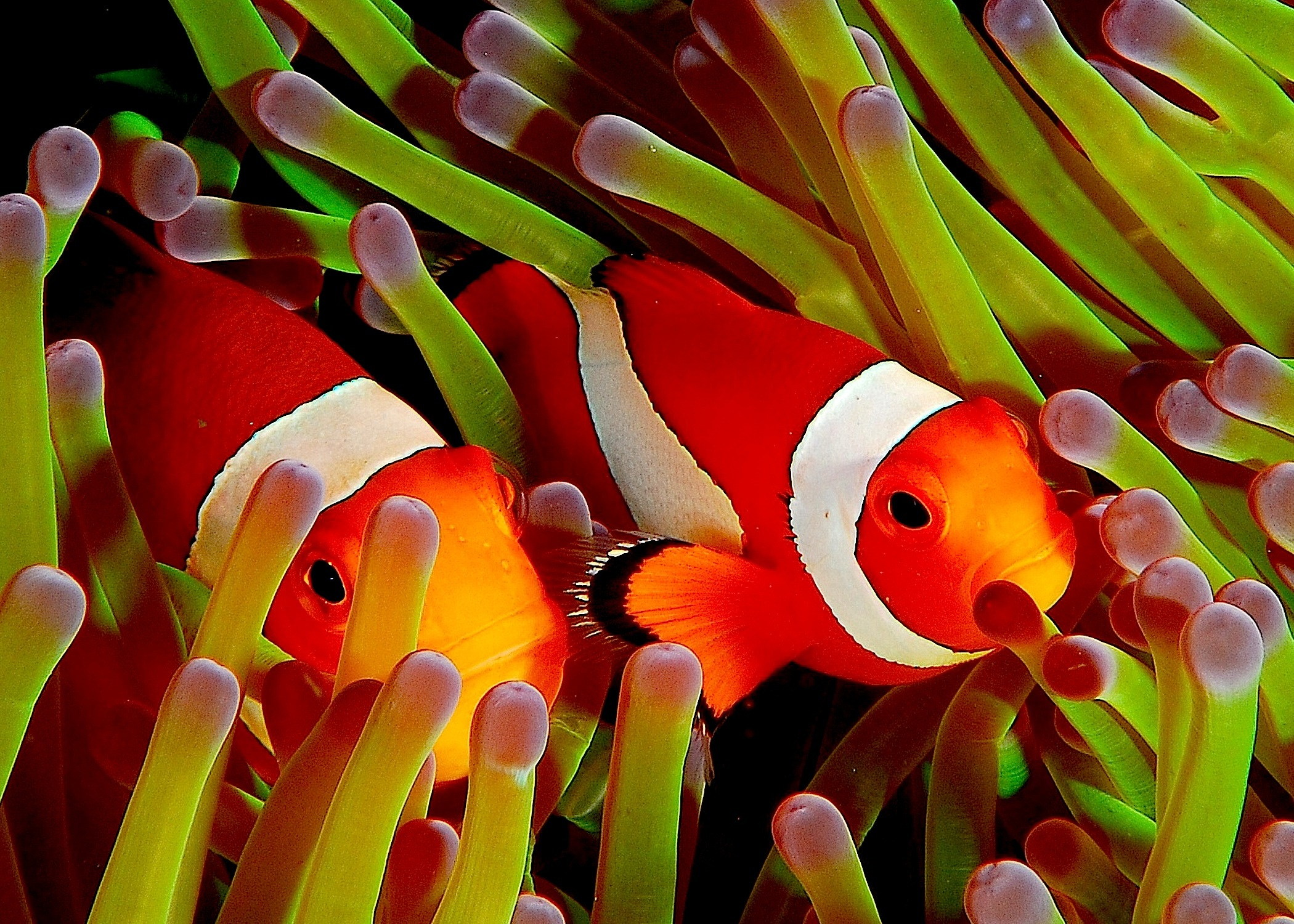
Dois peixes-palhaço juntos de uma anêmona-do-mar. Uma fotografia semelhante a esta inspirou Stanton a criar os personagens Marlin e Nemo.

O filme começou a ser desenvolvido no início de 1997, durante a pós-produção de A Bug's Life. Para garantir que os movimentos dos peixes parecessem críveis na animação, o departamento de treinamento interno da Pixar foi designado para trazer um especialista em peixes para dar palestras para a ainda pequena equipe envolvida no projeto. O contratado foi o ictiólogo Adam Summers, na época pós-doutorando da Universidade de Berkeley e com conhecimento enciclopédico do assunto. Ele realizou uma série de palestras internas para os animadores, a qual se transformou num curso virtual e intensivo de pós-graduação em oceanografia.
Para reforçar ainda mais o quadro de referências do mundo subaquático, os animadores, artistas e engenheiros visitaram aquários e tiveram aulas de mergulho autônomo para realizar estudos em recifes de coral. Custeados pela empresa, alguns integrantes da equipe viajaram até o Havaí para mergulhar e entender melhor o ambiente aquático da região. Os profissionais também tiveram de assistir a vários documentários de Jacques-Yves Cousteau e longas-metragens ambientados no ambiente marinho como o IMAX Blue Planet (1990) e os suspenses Jaws (1975), de Steven Spielberg, e The Abyss (1989), de James Cameron. Além disso, um aquário de 25 galões (94,6 litros) foi trazido para o estúdio e abastecido com uma variedade de peixes de água salgada.

### Roteiro
Stanton encontrou tempo para esboçar a primeira versão da história durante a produção de A Bug's Life. Ele apresentou, por cerca de uma hora, sua proposta de roteiro a John Lasseter, diretor criativo da Pixar na ocasião. Mergulhador de longa data, Lasseter reagiu positivamente, afirmando: "Você me 'fisgou' de jeito". Assim, a produção de Finding Nemo foi iniciada com um roteiro completo, algo que o codiretor Lee Unkrich descreveu como "muito incomum para um filme de animação". Apesar do entusiasmo da Pixar, o então diretor-executivo da Walt Disney Company, Michael Eisner, estava pessimista em relação ao projeto, prevendo que o filme seria um "teste de realidade" para a Pixar, que até aquele momento havia lançado consecutivos sucessos de bilheteria. Como na época a parceria entre as duas empresas passava por uma crise, Eisner via na possibilidade de fracasso do filme uma oportunidade de aumentar a influência da Disney nas renegociações contratuais com seu estúdio de animação subsidiário.
Inicialmente, Stanton planejou narrar a perda da família de Marlin em pequenos trechos intercalados com a jornada do personagem. Seriam usados flashbacks que mostrariam o peixe conhecendo sua esposa Coral, a mudança do casal para um novo lar na anêmona, Marlin como futuro pai ajudando Coral a se preparar para o parto e ambos observando, satisfeitos, suas centenas de ovos. No terceiro ato, durante a sequência do barco de pesca, o público finalmente ficaria sabendo do ataque de barracuda que devastou Marlin e o deixou tão superprotetor. Já bem adiantado no processo da história, Stanton sentiu que a estrutura do roteiro estava muito complicada. Além disso, ele acreditava que o público não teria empatia com Marlin porque não entenderia a personalidade medrosa dele até perto do final, de modo que a proteção do peixe pai pareceria meramente irritante. Assim, o diretor reduziu os cinco flashbacks a uma curta sequência no início do filme, que relatava, mas sem mostrar diretamente, o ataque da barracuda.
Dory foi concebida para ser mais do que um alívio cômico. Na opinião de Stanton, a perda de memória a tornava inocente como uma criança, fazendo dela um substituto de Nemo durante a busca de Marlin. Lidar com Dory forçaria Marlin a ser mais paciente e tolerante para com os riscos que ela assumisse, preparando-o para ser um pai melhor quando encontrasse o filho. Segundo o diretor, há um aspecto espiritual no relacionamento entre Marlin e Dory: "A batalha do protagonista foi superar o medo ao descobrir a fé, e certamente Dory representou o anjo ou o ajudante que mostrou-lhe como se desapegar e não ser consumido pelas preocupações". Quanto à nadadeira atrofiada de Nemo, uma deformidade que não o retarda, o cineasta disse que se trata de "uma metáfora para qualquer coisa que você teme ser insuficiente ou ainda não ter se formado em seu filho, [...] seja a capacidade de leitura da criança ou a maneira como ela anda. Este filme diz que não existe criança perfeita; não existe pai perfeito".
A caracterização original de Gill era diferente. Numa cena de diálogo excluída, Gill dizia ter vindo de um lugar chamado Bad Luck Bay e que tinha irmãos e irmãs, numa tentativa de impressionar Nemo; contudo, o jovem peixe descobriria que isso era mentira ao ouvir um paciente lendo um livro de histórias infantis que compartilhava exatamente os mesmos detalhes. No roteiro original, o pelicano chamado Gerald, que na versão final do filme aparece brevemente engolindo Marlin e Dory e engasgando com ambos, seria amigo do pelicano Nigel. Eles formariam uma dupla de opostos, com Nigel sendo limpo e meticuloso e Gerald, desleixado e descuidado. Os cineastas não conseguiram encontrar uma cena apropriada para eles que não diminuísse o ritmo do filme, então decidiram minimizar a participação de Gerald. Stanton chamou a pequena e temida sobrinha do dentista de "Darla" em homenagem a uma produtora de Monsters, Inc. (2002), Darla K. Anderson, que frequentemente fazia piadas com o diretor.
Vários dos personagens coadjuvantes foram inspirados em clássicos do cinema. Gill tem o característico olhar semicerrado de Clint Eastwood, Bloat foi baseado no personagem de George Kennedy em Cool Hand Luke (1967) e as neuroses da turma do aquário foram emprestadas dos personagens de One Flew Over the  Cuckoo's Nest (1975). Também foram feitas alusões a filmes de terror e suspense. Bruce é uma referência ao tubarão-branco animatrônico usado em Jaws (1975), da Universal; o peixe mecânico usado no set daquele filme foi apelidado de "Bruce" em homenagem a Bruce Rainman, que era o advogado de divórcio do diretor Steven Spielberg. A fala "Here's Brucey!" ("Olha o Bruce aqui!") é uma referência à fala de Jack Nicholson ("Here's Johnny!") em The Shining (1980), de Stanley Kubrick. Além disso, a música-tema "The Murder", composta por Bernard Herrmann para Psycho (1960), de Alfred Hitchcock, é tocada na cena em que Darla aparece pela primeira vez no escritório.

### Escolha do elenco
O primeiro ator escolhido para dar voz a Marlin foi William H. Macy, que havia recentemente estrelado o longa-metragem Magnolia (1999). Embora Macy tenha gravado boa parte dos diálogos, Stanton considerou que o personagem precisava de um toque mais leve. Stanton, então, escalou o ator cômico Albert Brooks para o papel, o que na opinião do diretor, "salvou" o filme. Para convencer o artista a entrar para o projeto, a equipe o levou até uma sala de cinema escura e exibiu-lhe uma cena de Marlin fazendo um discurso escrito pelo próprio Brooks para o filme Defending Your Life (1999); o ator, surpreendido, aceitou prontamente o papel. Intrigado com a ideia de interpretar um peixe-palhaço que, apesar do nome, é mais sério do que engraçado, Brooks improvisou diferentes versões de uma piada ruim que Marlin conta numa das primeiras cenas.
Stanton inicialmente imaginava Dory como um personagem masculino, o que ele mais tarde descreveu como "uma visão realmente idiota, masculina e ingênua de que o guia que acompanharia o pai deveria ser um peixe macho". Ele inspirou-se a escalar Ellen DeGeneres quando assistiu a um episódio da série Ellen no qual viu a artista "mudar de assunto cinco vezes antes de terminar uma frase". Ele a convenceu a aceitar o papel ao explicar que o havia escrito especialmente para ela e que ficaria chateado se ela não o aceitasse. DeGeneres, por sua vez, passava naquele momento por uma grande crise em sua carreira na televisão, após a revelação de sua homossexualidade causar controvérsia na mídia. Ela comentou: "Eu não recebia ofertas de emprego na época! Eu não trabalhava há três anos, então fiquei emocionada porque alguém me ligou [...]. Eu não conseguia acreditar que estavam me oferecendo alguma coisa, muito menos um papel num filme da Pixar com Andrew, então foi incrível". DeGeneres mencionou que o sucesso de Dory a reergueu profissionalmente naquela ocasião.
Nemo foi interpretado por Alexander Gould, na época com nove anos e que atuava desde os dois em produções como Ally McBeal, Malcolm in the Middle e Boomtown. Ele começou a trabalhar no filme quando tinha seis anos e gravou em estúdio pelos três anos seguintes. Stanton disse: "Alexander Gould trouxe uma qualidade genuína e imaculada à voz de Nemo. É incrível quantas crianças parecem preparadas ou têm alguma noção preconcebida de como um bom ator deveria ser. Alex parecia real e entendia totalmente a direção. Tivemos muita sorte em encontrá-lo". O trabalho exigia que o jovem se deslocasse constantemente entre a Pixar em São Francisco e a Disney em Los Angeles. O diretor o motivava por meio de um jogo no qual lhe entregava cartões grandes e pedia-lhe que, a cada página gravada, jogasse um cartão para o outro lado da sala do estúdio. Gould relatou que continuou interpretando Nemo até 14 anos, quando sua voz não conseguiu mais captar a assência do personagem.
O próprio Stanton forneceu a voz da tartaruga marinha Crush. Ele originalmente fez a voz para o esboço sequencial e presumiu que um ator seria encontrado mais tarde. Como a atuação de Stanton agradou nas exibições teste, ele decidiu manter sua performance no filme e gravou todas as suas falas deitado num sofá no escritório de Unkrich. O filho de Crush, Squirt, foi dublado por Nicholas Bird, o jovem filho do também diretor da Pixar, Brad Bird. Segundo Stanton, certo dia Brad colocou uma gravação do filho para tocar no estúdio. Stantou sentiu que a voz era "o Thumper desta geração" (numa referência ao personagem Thumper de Bambi) e imediatamente escalou o garoto.
Enquanto se dirigiam para uma sessão de gravação das vozes do elenco e conversavam sobre detalhes da história, Stanton e Bob Peterson tiveram a ideia de criar a sequência em que Nemo passa por um ritual de iniciação após ser colocado no aquário. Megan Mullally relatou que chegou a ser contratada para desempenhar um papel importante no filme. Segundo a atriz, os produtores queriam que ela usasse na animação a mesma voz aguda da personagem Karen Walker, interpretada por ela na telessérie Will & Grace. Eles ficaram surpresos ao saber que a voz natural da artista era diferente do tom agudo que ela usava no programa de televisão. Mesmo assim, eles a contrataram e tentaram persuadi-la a usar no papel a mesma voz que ela usava ao interpretar Karen. Como Mullally recusou essa condição, foi demitida do projeto.

### Animação
Continuávamos voltando a Bambi por causa da forma como os cineastas aderiram à natureza real de como aqueles animais se moviam e quais eram suas habilidades motoras. Eles usaram isso como base para obter o máximo de expressão, atividade e apelo. Queríamos que nossos personagens funcionassem da mesma maneira. Pensamos no filme como Bambi debaixo d'água.

— Stanton explicando a influência de Bambi na animação de Finding Nemo.
Toda a animação de Finding Nemo foi realizada por uma equipe de 180 pessoas. Foi o primeiro filme da Pixar com tema subaquático, o que exigiu da empresa o desenvolvimento de muitas técnicas inovadoras para representar imagens imersas na água. A etapa de pesquisa e desenvolvimento começou com a identificação dos elementos-chave dos ambientes marinhos, incluindo iluminação, ondas e reflexos. Diversos conceitos familiares para os animadores tiveram de ser descartados ou reconcebidos, tais como a animação do deslocamento e dos gestos e a interação de luz e sombras num ambiente interno ou no exterior. A equipe buscou inspiração em cenas subaquáticas de filmes da Disney como Pinocchio (1940), The Sword in the Stone (1963), Bedknobs and Broomsticks (1971) e The Little Mermaid (1989). Contudo, foi a representação naturalista da vida animal em Bambi (1942) que deixou a maior impressão em Stanton e Lasseter, levando-os a optar por uma abordagem naturalista no novo filme.
O designer de produção Ralph Eggleston, vencedor do Oscar pela direção do curta-metragem For the Birds (2000), definiu o visual e o estilo do filme. Ele criou desenhos em pastel para dar à equipe de iluminação liderada por Sharon Calahan ideias de como cada cena deveria ser iluminada. Calahan e Jeremy Lasky contribuíram com o visual e a emoção do cenário submarino por meio de uma abordagem inovadora de iluminação digital e layout. A iluminação de Calahan ajudou a dar ao filme uma moderna qualidade Technicolor de três tiras e aprimorou o efeito subaquático com fundos suaves, cores e brilhos vibrantes. Lasky realizou o manejamento do layout com específicos movimentos de câmera virtual e encenação para aumentar a sensação de estar debaixo d'água e procurou aproveitar ao máximo as possibilidades dramáticas do filme.
A própria aparência do oceano apresentava um novo desafio. No início do processo de desenvolvimento técnico do filme, uma equipe supervisionada pelo diretor técnico Oren Jacob isolou as pistas visuais que caracterizariam um cenário submarino realista. Eles concluíram que, do ponto de vista do público, tais pistas seriam a luminosidade que brilha através da água em feixes distintos, a luz que se move no fundo do oceano, pequenos pedaços de detritos flutuantes, a constante ondulação das plantas devido à expansão e movimentação aquáticas e o desbotamento das cores com a distância decorrente da escuridão oceânica. Como muitos objetos no mar são translúcidos — nem totalmente transparentes nem totalmente opacos — Sonke Johnsen, especialista da Universidade Duke, veio dar uma palestra sobre translucidez subaquática.
A equipe técnica desenvolveu várias ferramentas de software para criar os efeitos identificados, começando com uma versão modificada do Fizt — programa usado em Monsters, Inc. para representar pelos e tecidos — adaptado para simular os movimentos da água. Quando Mike Graham, do Moss Landing Marine Laboratories, mencionou que algas não crescem em recifes de coral, Stanton ordenou que todos os projetos das sequências no recife fossem refeitos sem as algas. Contudo, ao ver as imagens dos testes, Stanton sentiu que os resultados pareciam "reais demais" e deixavam os peixes falantes completamente deslocados num oceano fotorrealista. Assim, os engenheiros ajustaram as ferramentas para voltar à chamada "hiper-realidade", termo da Pixar para um realismo estilizado que passa uma sensação de ser real sem ser fotorrealista.
Para tornar a produção gerenciável, os diretores técnicos se dividiram em seis equipes (unidades), cada uma das quais cuidando da modelagem do cenário, sombreamento, iluminação, efeitos de água e outros aspectos específicos do filme. A "unidade do recife" cuidou do recife de coral onde a primeira parte da animação é ambientada; a "unidade de tubarões/Sydney" cuidou da cena subamarina que se passa no interior da baleia em que Marlin e Dory ficam presos e das cenas acima da água no Porto de Sydney; a "unidade do aquário" cuidou das cenas no aquário do dentista; a "unidade oceânica" cuidou da movimentação das tartarugas na Corrente Oriental da Austrália, das sequências das águas-vivas e da perseguição do peixe abissal, entre outras; a "unidade de cardumes/bandos" criou cenas com aglomerações de peixes e pássaros e colaborou na movimentação das tartarugas; e, finalmente, a "unidade de personagem" criou quase 120 personagens de criaturas marinhas, humanos e pássaros.

### Visual dos personagens
Com Nemo, tivemos um elenco inteiro de personagens peixes sem braços ou pernas. Como eles não tinhas os membros tradicionais para permitir silhuetas fortes, tivemos que inventar uma série de truques totalmente novos. No começo foi um pouco assustador e frustrante. [...] Dedicamos bastante tempo ao rosto e acertamos a articulação facial. Não queríamos que eles fossem apenas cabeças erguidas como numa esquete do Monty Python. Seus rostos tiveram que ser integrados a toda a linguagem corporal. Enquanto um personagem humano poderia simplesmente virar a cabeça para olhar alguma coisa, um peixe poderia virar a cabeça só um pouco e todo o corpo giraria junto com ele.

— Dylan Brown, supervisor de animação, sobre os desafios de criar os personagens peixes.
Após ministrar um curso de oceanografia para a equipe durante a pré-produção do filme, Adam Summers tornou-se o principal consultor sobre vida aquática, retornando frequentemente ao estúdio para dar conselhos a respeito da aparência e comportamento das espécies de peixes da animação. Ele trouxe para a Pixar uma série de autoridades em vida e ambiente marinhos, incluindo Terrie Williams, da Universidade da Califórnia em Santa Cruz, especialista em baleias; Matt McHenry, da Universidade de Berkeley, que explicou a propulsão das águas-vivas; Mimi Koehl, também da Berkeley, que detalhou o movimento de algas e ervas marinhas; e Mark Denny, da Universidade Stanford, que falou sobre ondas.
Às vezes, os cineastas se afastavam do rigor técnico, mas apenas para servir aos propósitos da história. No início, Dory nadava sem balançar a cauda, o que é correto para sua espécie, que depende apenas das nadadeiras para se mover, mas Lasseter se opôs por considerar que o movimento dela não pareceria plausível para o público; assim, a Dory da animação mexe a cauda. Summers explicou que os peixes-palhaço mudam de sexo quando a fêmea dominante morre, no entanto, Marlin não muda de sexo no filme. Numa ocasião, quando Summers se opôs veementemente a uma representação do comportamento dos peixes, o designer de personagens, Ricky Nierva, lembrou-lhe: "Adam, os peixes não falam, mas falar será um requisito para o filme. Então teremos que conciliar licença artística com ciência o tempo todo".

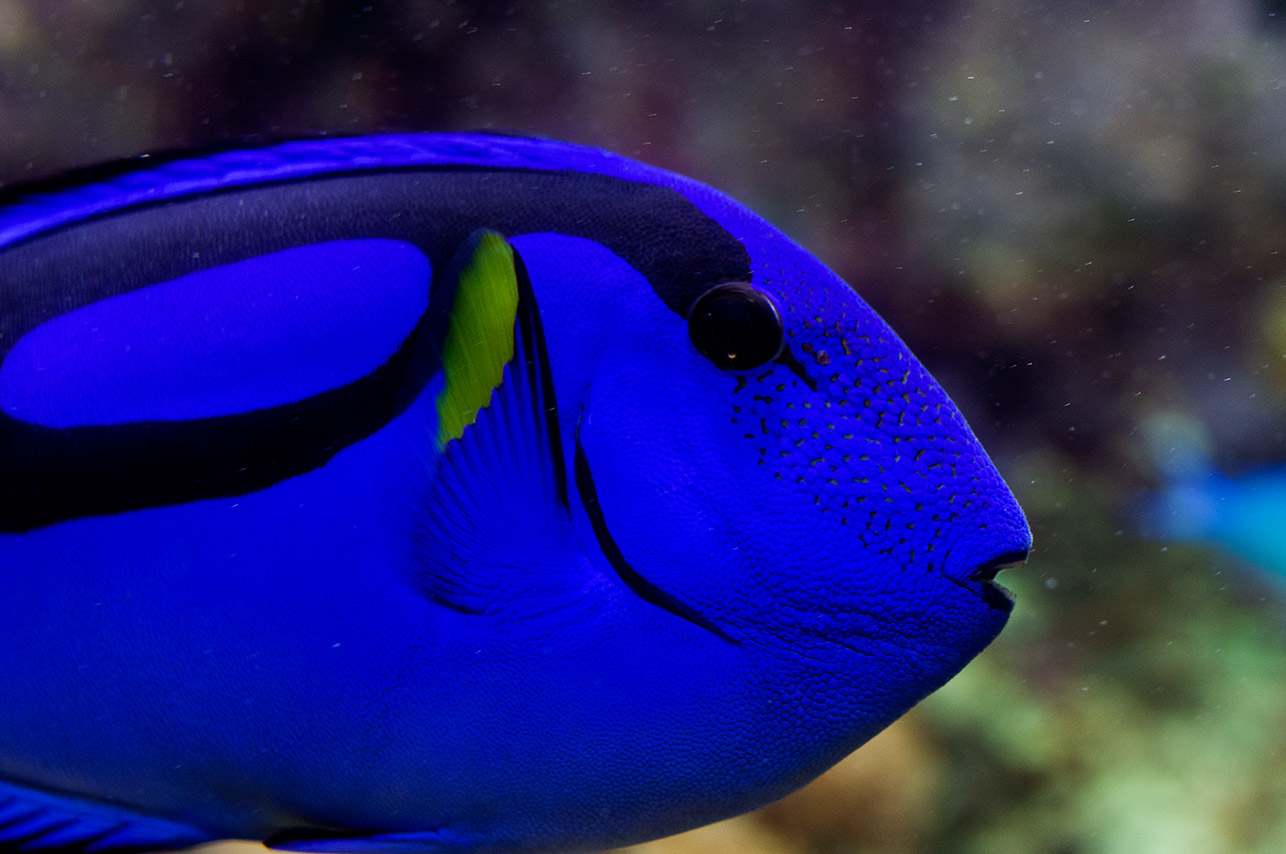
Um cirurgião-patela, peixe no qual Dory é baseada. Enquanto os olhos de peixes reais são localizados nas laterais da cabeça, os personagens da animação apresentam olhos na frente do rosto para maior expressividade.

Embora os peixes reais não tenham rostos expresssivos, era crucial para o filme que os peixes demonstrassem expressividade, visto que nesses animais não há braços ou ombros para gesticular. Para permitir que os peixes agissem e demonstrassem emoções, os designers acrescentaram alguns toques humanos aos seus rostos, mantendo ao mesmo tempo uma aparência essencialmente píscea: trouxeram os olhos dos peixes para a frente, adicionaram detalhes semelhantes a sobrancelhas e deram-lhes lábios flexíveis. Além disso, os olhos dos peixes foram modelados a partir dos olhos dos cães, uma das mais expressivas espécies animais. Eggleston comentou que uma das maneiras de deixar os peixes mais atraentes era torná-los luminosos. Assim, foram criados três tipos de peixes: viscosos, aveludados e metálicos. A variedade viscosa, que inclui Marlin e Nemo, tem densidade, calor e recebeu iluminação de fundo e luzes de recorte para aumentar seu apelo e tirar o foco da superfície escamosa; a categoria aveludada, que inclui Dory, tem textura macia; e o grupo metálico, usado nos cardumes, era mais típico dos peixes escamosos.
O grande elenco de personagens de tamanhos muito variados, desde um minúsculo camarão-limpador até uma enorme baleia-azul, tornou o trabalho dos animadores bastante difícil à medida que eles aprendiam sobre a locomoção dos peixes e descobriam como criar comportamentos verossímeis para personagens sem braços e pernas. O diretor de animação Alan Barillaro comentou que foi divertido e desafiador criar uma gama totalmente nova de formas de comunição e gestos. Ele destacou que, por não ser necessário lidar com a gravidade debaixo d'água, a equipe fez intrigantes descobertas como, por exemplo, que um personagem tendia a flutuar um pouco mais quando gesticulava ou que muitos dos gestos que os humanos fazem podem ser resumidos a movimentos dos olhos e do rosto. Barillaro ilustrou: "Eu olhava meu próprio rosto no espelho e imaginava que tinha uma cauda atrás dele".
Apesar da liberdade criativa, o compromisso geral do estúdio era com o realismo. Como preparação para a cena em que Marlin e Dory ficam presos numa baleia, dois membros do departamento de arte analisaram uma baleia-cinzenta morta que ficou encalhada ao norte de Marin City, na Califórnia. Os artistas dissecaram peixes mortos para aprender a anatomia dos músculos, coração, guelras e bexigas natatórias. Summers considerou "excelente" o trabalho dos animadores na representação da natação dos peixes: "Em Nemo, se um peixe se move, as suas barbatanas [e todo o corpo] também se movimentam. Há uma espécie de sensação cinética nos personagens que indica que eles estão debaixo d'água, [...] deixando claras as diferenças entre viver num fluido incompressível como a água e num fluido compressível como o ar". A animadora de Dory, Gini Cruz Santos, integrou "o movimento dos peixes, o movimento humano e as expressões faciais para fazê-los parecer e se sentir como personagens reais".

### Cenários

Quatro dos cenários vistos no filme. Da esquerda para a direita e de cima para baixo: o recife de corais, a área das águas-vivas, o porto de Sydney e o aquário.

Além de analisar e recriar movimentos realistas dos peixes, as seis equipes técnicas se especializaram nos diferentes cenários utilizados no filme, desenvolvendo os ambientes subaquáticos individualizados. Para as cenas do recife, por exemplo, foi usado um visual estilizado e vibrantemente colorido, enquanto que para as sequências que envolvem águas-vivas foi usado um sistema de sombreamento que os animadores chamavam de "transbordo" e as cenas que se passam no interior da baleia exigiam imagens orgânicas e constantemente móveis de um elemento até então nunca antes visto em nenhum filme da Pixar: respingos de água. Para o colorscript — sequência de pequenos desenhos em tons pastéis usados para enfatizar a cor em cada cena e estabelecer a linguagem visual do filme — Eggleston começou com a paleta vibrante e multicolorida do recife, depois mudou para uma paleta cada vez mais minimalista e ameaçadora à medida que Marlin e Dory aventuravam-se nas profundezas escuras do oceano.
Ao situar o lar de Nemo na Grande Barreira de Corais da Austrália, o roteiro deu aos animadores um dos ambientes mais coloridos do planeta para trabalhar, de modo que o desafio era quão possível seria mudar aquela beleza natural ao adaptá-lo para CGI. Os primeiros testes do recife de coral surpreenderam Lasseter, que considerou a animação realista demais e concluiu que a equipe "precisava ir mais longe na estilização do que jamais havia feito antes"; segundo ele, era necessário que o público entendesse que aquele mundo, apesar de crível, também "era de faz-de-conta". A fossa oceânica, além de um declive físico, é uma metáfora dos cineastas para os sentimentos de Marlin diante de sua jornada, indicando que ele se viu forçado a deixar a relativa segurança de sua casa no recife e partir para as profundezas do desconhecido.
O aquário foi idealizado como uma distração para as crianças que visitam a clínica odontológica e para representar uma prisão de vidro para os animais que nele habitam. Procurando ilustrar essa dicotomia, a equipe encontrou inspiração nos acessórios kitsch para aquários e começou a enchê-lo com objetos de plástico berrantes. Ao encontrá-los, os cineastas concluíram que a turma do aquário enlouqueceu, prisioneiros não apenas dos estreitos limites do recipiente, mas também pelo mau gosto do dentista. O cenário da corrente oceânica, que reproduz a Corrente da Austrália Oriental, foi concebido como uma colorida rodovia subaquática favorecida por peixes migratórios e tartarugas marinhas, seguindo por centenas de quilômetros antes de chegar ao Porto de Sydney, fornecendo um modelo útil para as equipes de arte e história da Pixar.
Os cineastas queriam uma cena de perseguição envolvendo Marlin, Dory e o tubarão-branco Bruce. Após considerarem muitos cenários, uma visita de campo da equipe a um submarino atracado num cais em São Franciso, Califórnia, revelou que os pisos desse tipo de embarcação são, na verdade, grades. A partir dessa simples constatação, os animadores imaginaram uma sequência de fuga selvagem ambientada nos destroços de um antigo submarino da Segunda Guerra Mundial afundado na Grande Barreira de Corais. Os humanos entram em cena quando Dory e Marlin chegam ao Porto de Sydney, repleto de pescadores de arrasto, uma estação de tratamento de esgoto, vistas de pontos turísticos de Sydney e edifícios erguidos próximos à água. Por razões cênicas e técnicas, as cenas terrestres precisariam se passar o mais próximo possível do oceano; um consultório odontológico na comunidade litorânea de North Sydney proporcionou o local perfeito para o resgate final de Nemo.
A respeito da ambientação do interior da baleia, Calahan comentou: "Dentro da baleia é escuro e, em ambientes escuros, a iluminação requer extrema precisão. Não há nenhuma fonte de luz óbvia, então tivemos que criar algo. As baleias têm barbas — uma substância espessa, semelhante a uma vassoura, em torno de seus lábios — então temos luz infiltrando-se por lá". Uma dos maiores desafios para os artistas foi a criação do cenário assustador formado por milhares de águas-vivas. Oren Jacob relatou que os animadores dedicaram muito tempo ao colorscript de Eggleston, assistiram a filmagens subaquáticas registradas em Palau, no Pacífico Sul, e visitaram uma exposição de águas-vivas no Aquário da baía de Monterey para entender melhor a aparência desses animais e observar como eles realmente se movimentam.

### Efeitos sonoros
Os efeitos sonoros subaquáticos de Finding Nemo exigiram uma ruptura com os métodos tradicionais de foley, os quais normalmente simulam sons do ambiente aquático por meio de passos aproximados de indivíduos e outros ruídos terrestres produzidos com materiais comuns. Para complementar o CGI do filme, o sonoplasta Gary Rydstrom combinou técnicas usadas na animação tradicional bidimensional e no cinema live-action. Muitos dos efeitos foram obtidos de forma criativa, incluindo o som de Dory e Marlin saltando entre águas-vivas, os quais Rydstrom criou ao bater o dedo numa bolsa de água-quente. Rydstrom e sua assistente Dee Selby visitaram lojas de animais locais para gravar os ruídos de filtros e bolhas dentro de um pequeno aquário. Em alguns casos, eles usaram um hidrofone, dispositivo usado pela Marinha e por biológos marinhos que capta energia acústica debaixo d'água. Também colocaram microfones de contato na superfície do motor do aquário para sons de filtro mais "dinâmicos". Outros sons foram captados durante experiências da vida real, como o barulho da broca dentária, que foi gravado enquanto Selby fazia uma obturação.

Para [a sequência dos] tubarões, usei um dispositivo que me permitiu modular sons reais com a minha voz. Peguei sons aquáticos reais de vários tipos e rosnei em um microfone para que minhas características vocais moldassem o som do gorgolejo do rio ou seja lá o que estivéssemos usando. Isso deu uma sensação profunda e assustadora ao movimento da água. Se você ouvir atentamente durante a perseguição do tubarão, os sons da água dizem 'Nemo'. É uma espécie de truque subliminar ao estilo dos Beatles.

— Gary Rydstrom, comentando sobre a obtenção dos efeitos sonoros de uma determinada cena.
Para captar o som da água batendo dentro de uma baleia, Rydstrom e sua equipe viajaram até uma caverna próxima ao longo do Oceano Pacífico e registraram a água batendo nas rochas, com a caverna ressonante substituindo a barriga vazia do enorme mamífero. No estúdio Skywalker Sound, Rydstrom e seus colaboradores espirraram água, sopraram bolhas e sacudiram balões cheios de água para criar vastos sons do oceano. Além disso, Rydstrom recorreu à biblioteca de sons do Skywalker para efeitos adicionais e introduziu o processador de sinal digital Kyma, que mesclava sons armazenados digitalmente com ruídos que Rydstrom fazia com a boca. Essa tecnologia foi utilizada na cena em que o tubarão persegue os protagonistas, para a qual o sonoplasta combinou a palavra "Nemo" com ruídos de água. Ele criou sons de barbatanas individuais para cada personagem. A nadadeira danificada de Nemo tem uma pequena vibração, quase como o bater de asas de um beija-flor, um simples som de batida feito com uma toalha de papel. Para Marlin, que se impulsiona com as abas da cauda, foi usado como base o som do personagem peixe do curta-metragem Knick Knack (1989). Dory faz um som cortante mais suave enquanto se move na água para transmitir a sensação de que ela passa a vida se divertindo despreocupadamente.
A edição dos diálogos e a mixagem ficaram a cargo de especialistas como Michael Silvers, Steve Slanic e Doc Kane. Silvers aprimorou a mixagem bruta usando o Pro Tools, que lhe permitiu equalizar personagens individuais, incorporar múltiplas faixas de multidão, suavizar o diálogo geral, eliminar "tiques" e fazer os ajustes de volume e mudanças de tom necessários. O tubarão Bruce, por ser muito grande e assustador, exigiu uso extensivo do plug-in de mudança de tom para encontrar o registro certo para sua voz. Um dos principais objetivos de Silvers era manter os diálogos inteligíveis em meio aos efeitos retumbantes da trilha sonora, particularmente na cena em que os protagonistas são freneticamente perseguidos por um peixe abissal enquanto Dory fica sussurando ao tentar ler algo; como a sequência se desenrola ao som de uma orquestra completa, os sonoplastas foram desafiados a encontrar o volume ideal para permitir a apreciação da trilha musical concomitante à compreensão das falas dos personagens. As mixagens finais foram realizados por Gary Summers, que também realizou uma mixagem adicional de música e efeitos para o lançamento em DVD, visando aprimorar a experiência musical do público.

### Música

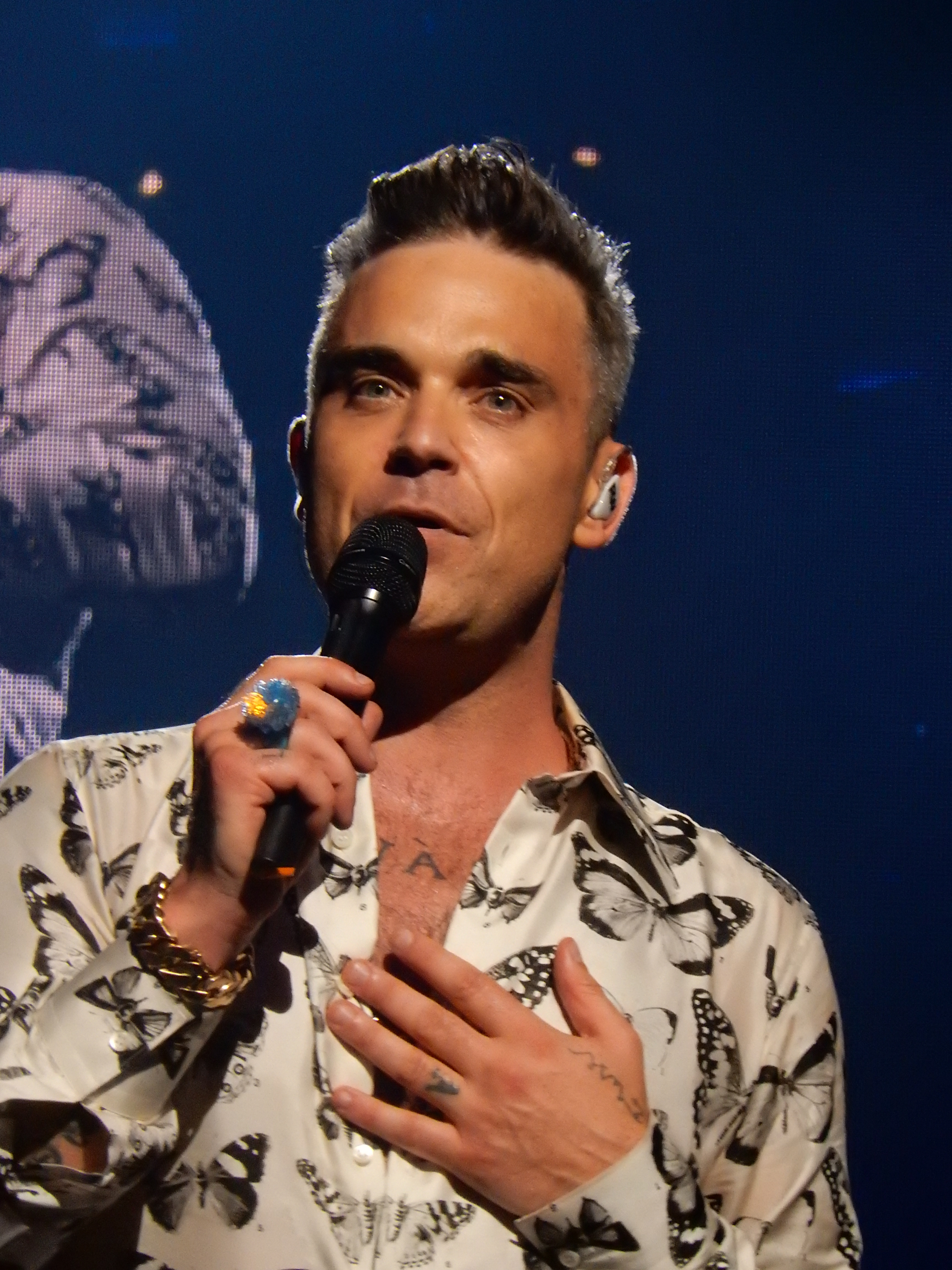
Robbie Williams interpretou a única canção não instrumental da trilha sonora, "Beyond the Sea".

Finding Nemo foi o primeiro filme da Pixar a não ter trilha sonora de Randy Newman. Em vez dele, a animação contou com a colaboração de Thomas Newman, primo de Randy. Thomas foi inspiração para o filme ainda antes do início do projeto, pois Stantou escreveu o roteiro enquanto ouvia partituras do compositor. Durante o processo de edição, sua música foi usada nas faixas de demonstração sempre que possível. Thomas usou muitos de seus característicos overdubs, reunindo vários músicos em seu estúdio e os fazendo tocar muita percussão e instrumentação, material que ele gravava para acompanhar as peças orquestrais. Os cineastas passaram a considerar a trilha de Thomas praticamente uma personagem do filme. Ele criou pequenas nuances temáticas e acentos rítmicos para os personagens, por exemplo, compondo uma faixa de estilo surf rock clássico para a cena do passeio das tartarugas. Sua partitura foi gravada com uma orquestra de 105 músicos.
O álbum da trilha sonora foi disponibilizado em CD pela Walt Disney Records em 20 de maio de 2003, sendo composto por 39 faixas instrumentais da partitura de Newman. A quadragésima e última faixa é um cover interpretado por Robbie Williams da canção "Beyond the Sea", obra jazzística gravada por vários cantores, mas popularizada por Bobby Darin em 1959 e que, por sua vez, é a versão em inglês da música francesa "La Mer", composta e interpretada por Charles Trenet e lançada em 1946. A versão de Williams é tocada durante os créditos finais da animação e havia sido originalmente apresentada no álbum Swing When You're Winning, lançado pelo artista em 2001. A trilha musical do filme foi indicada em 2004 ao Oscar de Melhor trilha sonora original, mas perdeu para The Lord of the Rings: The Return of the King.

## Lançamento
Após três anos de trabalho no longa-metragem, a primeira exibição prévia ocorreu em outubro de 2002 e teve a melhor recepção de público até então. Os espectadores recrutados reagiram positivamente mesmo diante do estado bruto dessa apresentação inicial, a qual consistia numa montagem rudimentar com muitos trechos ainda não completamente animados substituídos por esboços sequenciais. O filme foi dedicado a Glenn McQueen, um animador da Pixar que morreu de melanoma maligno também em outubro de 2002. McQueen foi um supervisor de animação de longa data dos estúdios e criou personagens como o Xerife Woody, de Toy Story.

### Divulgação
A Disney incluiu um teaser trailer de Finding Nemo em setembro de 2002 nos lançamentos em mídia doméstica de Monsters, Inc. O teaser foi posteriormente disponibilizado online e anexado às exibições de The Santa Clause 2 nos cinemas. Os trailers do filme foram posteriormente inclusos aos lançamentos home video de Treasure Planet, Belle's Magical World, Inspector Gadget 2 e outros títulos da Disney. Também foram veiculados comerciais de televisão intitulados "Fishy Facts", que compartilhavam fatos sobre tubarões, tartarugas e pelicanos; um desses anúncios, particularmente aquele sobre tubarões, pode ser encontrado no segundo disco da edição de colecionador do DVD de A Bug's Life, que foi liberado em 27 de maio de 2003, três dias antes da estreia de Finding Nemo nos cinemas.
Os restaurantes McDonald's comercializaram oito brinquedos Happy Meal baseados no filme. Durante a 100ª Feira Internacional de Brinquedos da América do Norte, realizada na cidade de Nova Iorque, a Hasbro revelou uma variedade de brinquedos temáticos de Finding Nemo. Um cereal com o tema do filme foi lançado pela Kellogg's, consistindo em aveia naturalmente adoçada com marshmallows em formato de peixe. O longa ganhou parcerias promocionais de outras empresas, como Frito-Lay, Keebler, Pepsi, Ralphs, Dreyer's, Jel Sert, Airheads, Orville Redenbacher's e THQ. Às vésperas do Memorial Day de 2003, adesivos em mais de 50 milhões de sacos de batata frita comunicavam os consumidores sobre um sorteio de uma viagem para quatro pessoas a Sydney, na Austrália, com direito a uma visita à Grande Barreira de Coral. Em maio daquele ano, a Frito-Lay organizou um evento nas lojas Walmart onde as crianças podiam usar óculos 3D para encontrar imagens ocultas de Nemo.
A Kellogg's embalou oito brinquedos aquáticos diferentes retratando personagens do longa-metragem dentro de caixas de cereais Sucrilhos, Rice Krispies e Honey Smacks; as partes traseiras das embalagens de Honey Smacks, Sucrilhos, Crispix e Froot Loops também tinham de brinde um jogo de cartas de memória sobre o filme. Além disso, o Froot Loops de sabor marshmallow apresentava quatro personagens da animação. Os consumidores podiam enviar pelo correio dois códigos de barras dos três cereais da Kellog's para receber uma grande toalha de praia. A empresa revelou ainda um novo tipo de Pop-Tarts inspirado na obra; conhecidos como Great Berry Reef, eles tinham recheio de frutos silvestres e granulado de peixe. Uma boia de piscina estava disponível com dois códigos de barras de Pop-Tart e frete, administrados pela Draft Worldwide de Chicago. A marca de waffles Eggo oferecia óculos de natação holográficos na compra de dois de seus produtos mais a taxa de envio.
O filme também foi anunciado várias outras marcas da Kallogg's, incluindo a Rice Krispies Treats e uma edição limitada de biscoitos temáticos. Para sua divisão de snacks, era oferecido um tubarão inflável gigante aos consumidores que comprassem duas embalagens de produtos selecionados e dois galões de leite. Contudo, a empresa teve que recolher as caixas de Sucrilhos com o jogo da memória devido à extrema semelhança do item com um jogo de cartas da Hasbro. Contra a Kallogg's, foi movida uma ação que incluía uma reprodução de página inteira da frente de uma caixa Sucrilhos com o familiar mascote Tony the Tiger do cereal sorrindo ao lado de Nemo, Dory e Crush. A Disney licenciara os personagens para uso nos cartões do jogo. A Hasbro entrou com a ação para proteger sua marca registrada alegando violação em flagrante.

### Estreia nos cinemas
Ao contrário de seus quatro antecessores, Finding Nemo foi o primeiro filme da Pixar a ser lançado durante o verão norte-americano e não em novembro. O filme teve sua premiere em Los Angeles no dia 18 de maio de 2003, e estreou nos cinemas comercialmente junto com The Italian Job e Wrong Turn em 30 de maio.

### Mídia doméstica
A animação foi lançada em VHS e DVD no dia 4 de novembro de 2003. As vendas do DVD bateram o recorde de Monsters, Inc. de maior vendagem em um único dia para um filme de animação. Em duas semanas, tornou-se o DVD mais vendido de sua época, comercializando mais de quinze milhões de cópias e superando The Lord of the Rings: The Fellowship of the Ring. Com mais de quarenta milhões de cópias vendidas, Finding Nemo passou a deter desde então o recorde de lançamento de DVD mais vendido de todos os tempos. Este DVD consiste em dois discos separados direto da fonte digital. O primeiro disco apresenta uma versão widescreen (proporção de tela 1,78:1) e o segundo, uma versão em tela cheia (proporção familiar de 1,33:1 sem pan e scan). Ambos os discos trazem uma introdução no menu principal, ícones de peixes no canto dos menus que transformam a tela em um aquário virtual e possuem certificação da THX.
O primeiro disco inclui como bônus o documentário de making-of detalhado Making Nemo, comentários visuais com cenas excluídas e galerias de design. Já o segundo disco contém trailers de The Incredibles, Home on the Range, The Lion King 1½ e outros lançamentos de filmes futuros da Disney; os recursos de bônus neste disco incluem Knick Knack — um curta-metragem original da Pixar —, o mini-documentário Exploring the Reef, que apresenta o oceanógrafo Jean-Michel Cousteau tentando apresentar curiosidades sobre os mares enquanto Dory e Marlin ficam interrompendo suas explicações, além de jogos interativos, bastidores incluindo entrevistas com o elenco de vozes, anúncios publicitários e um vídeo mostrando um tour pelos estúdios. Exploring the Reef e Knick Knack também podem ser selecionados no menu principal. Em 4 de novembro de 2012, Finding Nemo foi lançado pela primeira vez em Blu-ray. Em 2019, foi disponibilizado numa versão Ultra HD Blu-ray em 4K.

## Recepção

### Bilheteria

#### Lançamento original nos cinemas
Durante o seu lançamento original nos cinemas, Finding Nemo arrecadou 339,7 milhões de dólares na América do Norte e 531,3 milhões em outros territórios, obtendo assim um total de 871,0 milhões de dólares mundialmente. É o 13.° filme de animação de maior bilheteria da história e o segundo filme de maior bilheteria de 2003, atrás de The Lord of the Rings: The Return of the King (1,146 bilhão de dólares). Em todo o mundo, foi o filme de maior bilheteria da Pixar, até 2010, quando Toy Story 3 o superou. O longa-metragem vendeu cerca de 56,4 milhões de ingressos nos Estados Unidos em seu primeiro lançamento cinematográfico.
Nos Estados Unidos e no Canadá, Finding Nemo arrecadou 70,6 milhões de dólares no fim de semana de estreia. Quando estreou, estava em primeiro lugar nas bilheterias, destronando Bruce Almighty. Além disso, tornou-se o filme de animação com o mais lucrativo fim de semana de estreia doméstica, ultrapassando seu antecessor Monsters, Inc. Esse recorde foi mantido até Shrek 2 superá-lo no ano seguinte. Durante seu segundo fim de semana, caiu para o segundo lugar atrás de 2 Fast 2 Furious. Foi uma queda de 34%, levando a uma arrecadação de 45,8 milhões de dólares. Mesmo assim, voltou ao primeiro lugar na semana seguinte, obtendo 29,2 milhões, elevando o total bruto doméstico para 192,3 milhões. Finding Nemo foi o primeiro filme a recuperar o primeiro lugar desde Die Another Day e Harry Potter and the Chamber of Secrets em 2002. Também superaria as aberturas mais fracas de Rugrats Go Wild, Hollywood Homicide e Dumb and Dumberer: When Harry Met Lloyd. No vigésimo dia de lançamento, Finding Nemo arrecadou mais de 200 milhões de dólares. Durante o quarto fim de semana, foi ultrapassado por Hulk. Apesar disso, a animação continuou a atrair grandes multidões e famílias durante a temporada de verão, enquanto superava outra produção do mesmo gênero, Sinbad: Legend of the Seven Seas.
Em julho de 2003, Finding Nemo arrecadou 274,9 milhões de dólares, superando The Matrix Reloaded e se tornando o filme de maior bilheteria do ano. Também ultrapassou Shrek, estabelecendo-se como o segundo filme animado de maior bilheteria. Mais tarde naquele mês, arrecadou mais de 300 milhões, tornando-se a animação mais lucrativa nos EUA e Canadá, superando The Lion King. No final da temporada de verão, Finding Nemo foi um dos cinco longas a atingir 200 milhões de dólares nas bilheterias numa única temporada de verão, com os outros sendo X2, The Matrix Reloaded, Bruce Almighty e Pirates of the Caribbean: The Curse of the Black Pearl. Ao final de sua exibição nos cinemas, Finding Nemo arrecadou 339,7 milhões de dólares nos EUA e Canadá e 531,3 milhões em territórios internacionais, totalizando 871,0 milhões em todo o mundo; nas três ocasiões, superou The Lion King como o filme animado mais lucrativo. Permaneceu entre as dez maiores bilheterias até 14 de agosto (total de 11 semanas). Na América do Norte, foi superado por Shrek 2 em 2004 e Toy Story 3 em 2010. Finding Nemo manteve o recorde de maior bilheteria internacional entre as animações até 2009, quando foi ultrapassado por Ice Age: Dawn of the Dinosaurs. Fora da América do Norte, é o quinto filme de animação de maior bilheteria. Em todo o mundo, era classificado até 2023 como a nona animação de maior bilheteria. Além disso, foi o mais lucrativo filme da Disney por três anos antes de Pirates of the Caribbean: Dead Man's Chest superá-lo. Foi ainda o quarto filme de animação a faturar 500 milhões de dólares mundialmente, juntando-se a Monsters, Inc., Aladdin e The Lion King.
O filme teve uma bilheteria impressionante em muitos mercados internacionais. No Japão, seu mercado de maior bilheteria depois da América do Norte, arrecadou 11,2 bilhões de ienes (102,4 milhões de dólares), tornando-se o filme animado estrangeiro de maior bilheteria na moeda japonesa. Apenas Frozen (25,5 bilhões de ienes) o superou. Além disso, Finding Nemo foi o segundo filme da Buena Vista Pictures a atingir 100 milhões de dólares no país, logo após Armageddon em 1999. O filme também arrecadou 37,2 milhões de libras esterlinas (67,1 milhões de dólares) no Reino Unido. No UCI Cinemas de Manchester, arrecadou 17 150 libras (28 583 dólares) na estreia em três dias, tornando-se o filme digital de maior bilheteria do cinema na época, superando Star Wars: Episode II - Attack of the Clones e vários outros lançamentos. Obtendo 28,7 milhões de libras (35,7 milhões de dólares), Finding Nemo foi o filme de maior bilheteria lançado em outubro de 2003 na região, batendo Bad Boys II. Seguindo em maiores receitas estão França (64,8 milhões de dólares), Alemanha (53,9 milhões de dólares), Espanha (29,5 milhões de dólares) e Itália (27,7 milhões de dólares).

#### Relançamento em 3D
Após o sucesso do relançamento em 3D de The Lion King, a Disney disponibilizou Finding Nemo em terceira dimensão em 14 de setembro de 2012, com um custo de conversão estimado em menos de 5 milhões de dólares. Para o fim de semana de abertura de seu relançamento em 3D na América do Norte, Finding Nemo arrecadou 16,7 milhões de dólares, estreando em segundo lugar atrás de Resident Evil: Retribution. O filme arrecadou 41,1 milhões na América do Norte e 28,2 milhões ao redor do mundo, para um total combinado de 69,3 milhões e um total cumulativo de 940,3 milhões de dólares mundialmente, sendo uma das maiores bilheterias de animações da história.

### Reação da crítica
Finding Nemo é um dos filmes da Pixar melhor avaliados pela crítica cinematográfica. No agregador de críticas Rotten Tomatoes, 99% das 269 resenhas são positivas, o que corresponde a uma nota média de 8,7/10; o consenso do site diz: "Incrivelmente adorável e fundamentado pelos esforços estelares de um elenco bem escolhido, Finding Nemo acrescenta outra joia lindamente trabalhada à coroa da Pixar". O Metacritic, que usa uma média ponderada, atribuiu ao filme uma pontuação 90/100 com base em 38 avaliações, indicando "aclamação universal". O público consultado pelo CinemaScore deu ao filme uma rara nota média "A+" em uma escala de "A+" a "F".

Tal como nos primeiros filmes da Pixar, a animação alcança uma sinergia surpreendente de voz, imagem animada por computador e diálogo. As expressões faciais combinam com as inflexões vocais com uma precisão que confere até mesmo aos personagens secundários uma clareza quase surreal.

— Stephen Holden, do The New York Times.
Em sua crítica no Chicago Sun-Times, Roger Ebert deu a nota máxima (quatro estrelas) ao filme, elogiando-o como "um daqueles raros filmes em que eu queria sentar na primeira fila e deixar as imagens chegarem às bordas do meu campo de visão". Ed Park, do The Village Voice, fez uma crítica positiva, dizendo: "É um oceano de colírio para os olhos que tem um sabor fresco, mesmo nesta era de SpongeBob SquarePants". Mark Caro, do Chicago Tribune, atribuiu quatro de quatro estrelas ao longa, ressaltando: "Você se conecta a essas criaturas marinhas como raramente faz com humanos em aventuras na tela grande. O resultado: um verdadeiro tesouro afundado". Hazel-Dawn Dumpert, da LA Weekly, escreveu uma crítica bastante elogiosa, comentando: "O filme mais lindo que a Disney já lançou, com qualidades surpreendentes de luz, movimento, superfície e cor a serviço da melhor imaginação profissional que o dinheiro pode comprar". Ao Star Tribune, Jeff Strickler ressaltou que a obra "prova que mesmo quando a Pixar não está no topo de seu auge, ela ainda produz uma animação melhor do que alguns de seus concorrentes em seus melhores dias". Gene Seymour, do Newsday, classificou o longa com três estrelas e meia em quatro, dizendo: "Os cenários subaquáticos tiram o fôlego. Não, sério. Eles são tão realistas que você quase sente vontade de prender a respiração enquanto assiste". Rene Rodriguez, do Miami Herald, deu ao filme quatro de quatro estrelas, afirmando: "A ansiedade dos pais pode não ser o tipo de coisa de que os filmes infantis geralmente são feitos, mas este filme perfeitamente encantador sabe como atender ao público infantil sem condescendê-los".
Kenneth Turan, em publicação do Los Angeles Times, deu ao filme três estrelas e meia de cinco, argumentando: "A melhor ruptura de todas é que a imaginação tradicionalmente desenfreada da Pixar não pode ser mantida em segredo para sempre. Finding Nemo retrata criaturas que mostram o dom de Stanton e companhia para os personagens e o olhar incomparável para alfinetar a cultura contemporânea”. Stephen Holden, do The New York Times, atribuiu-lhe quatro de cinco estrelas, dizendo: "A imaginação visual e a sagacidade sofisticada elevam Finding Nemo a um nível logo abaixo dos picos dos filmes Toy Story e Monsters, Inc. da Pixar. Terry Lawson, do Detroit Free Press, classificou a obra com três de quatro estrelas, dizendo: "Como agora esperamos da Pixar, até mesmo os peixes coadjuvantes em Finding Nemo são mais desenvolvidos como personagens do que qualquer humano dos filmes Mission: Impossible. Claudia Puig, do USA Today, atribuiu três estrelas e meia em quatro, comentando: "Finding Nemo é um tesouro submarino. O mais lindo de todos os filmes da Pixar, juntamente com Toy Story 1 e 2, A Bug's Life e Monsters, Inc. Nemo trata o público familiar com uma história doce e ressonante e visuais de tirar o fôlego. Pode até faltar o humor inteligente de Monsters, Inc., mas as crianças vão se identificar com o corajoso peixe do mar Nemo, e os adultos vão se identificar com Marlin, o pai dedicado de Nemo". Em sua crítica no Houston Chronicle, Bruce Westbrook avaliou a animação com um A-, ressaltando: "Finding Nemo faz jus aos altos padrões da Pixar de visuais extremamente criativos, comédia inteligente, personagens sólidos e uma história envolvente". Tom Long, do The Detroit News, deu ao filme um A-, dizendo: "Um teste simples de humanidade: Se não rir alto enquanto assiste, você tem uma bateria, não um coração".
Lou Lumenick, do New York Post, classificou o filme com quatro pontos em quatro, elogiando-o: "Um deslumbrante conto de peixes animado por computador com um roteiro divertido e comovente e maravilhosas atuações vocais que o tornam um deleite absoluto para todas as idades". Escrevendo para o The Seattle Times, Moira Macdonald pontuou o longa com quatro de quatro pontos, comentando: "Encantador; escrito com uma mistura fácil de doçura e tolice, e animado com uma belos tons de arco-íris, você se pega admirando repetidamente cada frame". Daphne Gordon, do Toronto Star, deu ao filme quatro de cinco estrelas, ressaltando: "Um dos lançamentos mais fortes da Disney em anos, graças ao trabalho de Andrew Stanton, possivelmente um dos diretores de maior sucesso de quem você nunca ouviu falar".
Ty Burr, do The Boston Globe, classificou o longa com três e meio em quatro, comentando que "Finding Nemo não está exatamente no topo como o melhor trabalho da empresa — afinal, há um senso de fórmula — mas é de longe o melhor filme família desde Monsters, Inc." Em sua crítica no San Francisco Chronicle, C.W. Nevius atribuiu quatro pontos (nota máxima) à animação e disse: "Os visuais se destacam, o emocional do peixe e o oceano ganham vida. Isso nos primeiros dois minutos. Depois disso, eles fazem coisas muito legais". Ann Hornaday, do The Washington Post, escreveu: "Finding Nemo vai cativar a criançada com sua história envolvente, personagens brilhantemente desenhados e ação animada, e os adultos vão igualmente se divertir com o humor sutil do filme e a sofisticação de seus visuais". David Ansen, da Newsweek, elogiou: "Uma maravilha visual, cada quadro repleto de detalhes inteligentes, Finding Nemo é o melhor lançamento de um grande estúdio até agora este ano".
Richard Corliss escreveu, em sua crítica na Time: "Nemo, com sua fantasia subaquática arrebatadora, consegue superar o glamour do design dos filmes anteriores da Pixar". Lisa Schwarzbaum, em sua resenha na Entertainment Weekly, classificou a obra com uma nota A, dizendo: "Nesta mistura perfeita de brilhantismo técnico e verve narrativo, a equipe da Pixar fez algo tão maravilhosamente comovente, inata e fluidamente americano quanto o jazz". Escrevendo ao The Philadelphia Inquirer, Carrie Rickey atribuiu três de quatro pontos ao filme e assim definiu a animação: "Arregalante como os olhinhos de Nemo e tão excêntrico quanto este peixinho com barbatanas assimétricas". David Germain, da Associated Press, disse: "Finding Nemo é repleto de humor inteligente e piadas sagazes, e impulsionado por outra alegre história de amigos incompatíveis: uma dupla de peixes dublada por Albert Brooks e Ellen DeGeneres". Em publicação na The New Yorker, Anthony Lane comentou: "A última onda de magia da Pixar, cujas produções, de Toy Story em diante, emprestaram um vigor e inteligência indispensáveis à arte decadente da animação convencional".
O relançamento em 3D gerou uma retrospectiva do filme nove anos após seu lançamento inicial. Em crítica publicada no The Star-Ledger, Stephen Whitty descreveu a produção como "um filme genuinamente divertido e comovente que, em menos de uma década, estabeleceu-se como um clássico atemporal". Em nova crítica para a Entertainment Weekly, Lisa Schwarzbaum escreveu que o poder emocional da obra foi aprofundado pela "dimensionalidade das profundezas oceânicas", onde "os mistérios espaciais das correntes aquáticas e dos mundos flutuantes são exatamente onde os exploradores 3D nasceram para ir corajosamente".

### Reconhecimento
Finding Nemo foi incluído em várias listas de melhores filmes, sobretudo animações. O filme apareceu em classificações profissionais da BBC e do jornal The Independent com base em avaliações retrospectivas, como um dos maiores filmes do século XXI. Várias publicações o listaram como um dos melhores filmes de animação da história, incluindo: IGN (2010), Business Insider, USA Today, Elle (todos em 2018), Parade, Complex e Time Out New York (todos em 2021). Em dezembro de 2021, o roteiro do filme foi listado em 60º lugar na lista dos "101 melhores roteiros do século 21 (até agora)" do Writers Guild of America.
Em junho de 2008, o American Film Institute revelou seus "Ten Top Ten", os 10 melhores filmes em 10 gêneros de filmes americanos "clássicos", após uma pesquisa com mais de 1.500 pessoas da comunidade criativa. Finding Nemo foi reconhecido como o décimo melhor filme no gênero de animação. Foi o filme de lançamento mais recente entre todas as 10 listas, e um dos apenas três filmes feitos após o ano 2000 (os outros sendo The Lord of the Rings: The Fellowship of the Ring e Shrek).
Reconhecimento do American Film Institute:
- AFI's 100 Years... 100 Movies – Indicado[179]
- AFI's 10 Top 10 – Filme de animação (n.º 10)[178]

### Premiações
Finding Nemo recebeu o Oscar e o Prêmio Saturno de mellhor filme de animação. Também venceu na categoria de melhor filme animado nas premiações do Kansas City Film Critics Circle, Las Vegas Film Critics Society, Online Film Critics Society, National Board of Review e da Associação de Críticos de Cinema de Toronto. Ganhou ainda muitos outros prêmios, incluindo: Kids Choice Awards para filme favorito e voz favorita de um filme animado (Ellen DeGeneres) e o Prêmio Saturno de melhor atriz coadjuvante (DeGeneres). Também foi indicado a dois prêmios da Associação de Críticos de Cinema de Chicago — melhor filme e melhor atriz coadjuvante (DeGeneres) —, o Globo de Ouro de melhor filme de comédia ou musical e dois Prêmios MTV Movie — de melhor filme e melhor performance em comédia (DeGeneres).

## Controvérsias

### Preocupações e consequências ambientais

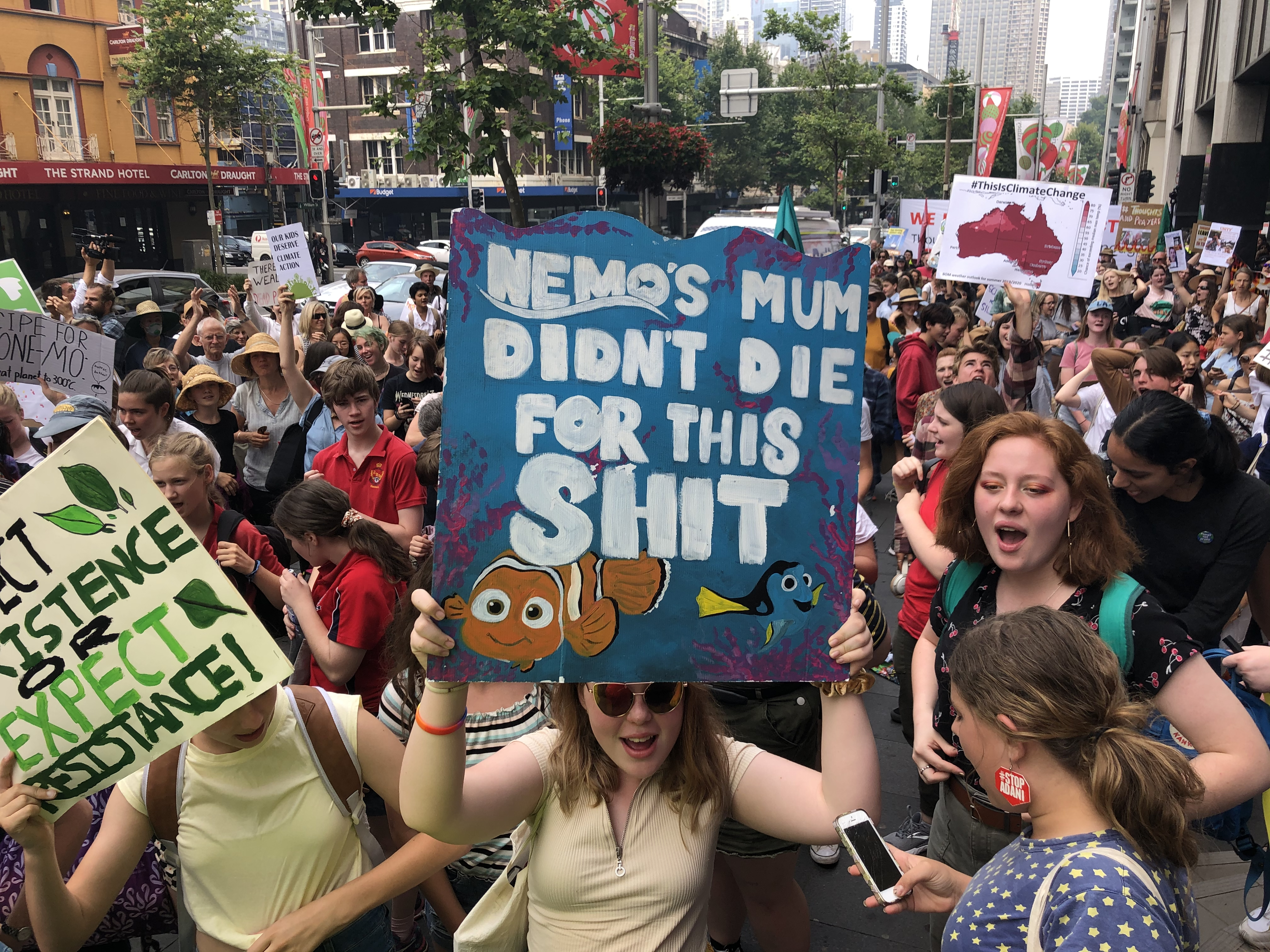
Cartaz com referência ao filme em protesto pelo clima realizado em Sydney, Austrália, 2019.

Nos primeiros anos após a estreia do filme, foi amplamente divulgado na mídia que a representação de peixes-palhaço na obra teria feito a venda dessa raça de peixes disparar nos Estados Unidos, desencadeando o chamado "efeito Nemo", embora a história retratasse negativamente o uso de peixes como animais de estimação e sugerisse que aquários de água salgada são notavelmente complicados e caros de manter. A demanda por peixes-palhaço foi suprida pela pesca em grande escala de peixes tropicais em regiões como Vanuatu. A Comissão Australiana de Turismo (ATC) lançou várias campanhas publicitárias na China e nos EUA para melhorar o turismo na Austrália, muitas das quais utilizando clipes de Finding Nemo. Queensland usou o longa-metragem para atrair turistas e se promover entre os veranistas. De acordo com a National Geographic, "Ironicamente, Finding Nemo, um filme sobre a angústia de um peixe-palhaço capturado, fez com que a demanda de aquários domésticos por eles triplicasse."
A reação do público em geral ao filme teria causado devastação ambiental para o peixe-palhaço. Além disso, a demanda por peixes tropicais teria aumentado consideravelmente após o lançamento do filme, causando dizimação de espécies de recife de corais em Vanuatu e várias outras áreas de recife, o que provocou protestos de várias agências de proteção ambiental, incluindo o Marine Aquarium Council, da Austrália. Depois de ver o filme, alguns proprietários de aquários soltaram seus peixes de estimação no oceano, mas não conseguiram soltá-los no habitat oceânico correto, o que introduziu espécies que são prejudiciais ao ambiente nativo, uma prática que passou a prejudicar os recifes em todo o mundo. Em resposta à cena em que Nemo escapa para o mar após descer por um ralo, organizações australianas como a empresa de tratamento de água JWC Environmental chegaram a advertir o público a não soltar peixes de estimação por ralos ou descargas, alertando que os animais não sobreviveriam à descida pelo sistema de esgoto.
Uma pesquisa realizada em 2016 pelo Haereticus Environmental Laboratory, da Virgínia, revelou que grande parte dos peixes-palhaço foi capturada com o uso de cianeto, substância que, além de ameaçar a espécie, é bastante destrutiva para os recifes. Esse quadro é agravado pela mudança climática global, que causa excessivo estresse a esses ecossistemas. Um estudo divulgado em 2017 pela revista Nature Communications indicou que o peixe-palhaço poderá ser extinto pelo aquecimento oceânico, que está danificando as anêmonas nas quais ele vive. Dessa forma, Nemo passou a ser usado em manifestações ambientalistas, incluindo uma campanha promovida em 2014 pelo Greenpeace na qual o personagem "protestou nas ruas dos EUA" contra a abertura de minas de carvão e dragagem na Grande Barreira de Corais.
Em contrapartida, um estudo retrospectivo publicado em 2019 pela Universidade de Oxford sugere que, na realidade, o "efeito Nemo" não teria acontecido. Após analisar padrões de busca online no Google Trends, dados de compras de peixe de um grande importador norte-americano de peixes ornamentais e dados de visitação de vinte aquários nos EUA, uma equipe de pesquisadores que investigavam o fenômeno não encontrou evidências de que houve um aumento na demanda por peixes-palhaço, no entanto, foi constatado um aumento nas pesquisas sobre a espécie e visitas a aquários. Além disso, os estudiosos concluíram que, ao contrário do que temiam as organizações ambientais, a sequência Finding Dory (2016) não impulsionou uma maior procura pelo cirurgião-patela, espécie da personagem-título. Assim, essas constatações mostrariam que "sucessos de bilheteria podem impulsionar o comportamento de busca de informações sobre a natureza", contribuindo para a conscientização ambiental.

### Acusações de plágio
Meses após seu lançamento, Finding Nemo foi motivo de uma ação judicial do escritor francês Franck Le Calvez contra os estúdios Disney e Pixar. Ele acusou as empresas de plagiarem "Pierrot", protagonista de seu livro Pierrot, le Poisson Clown (Pierrot, o Peixe-Palhaço, em tradução livre), publicado em 2002, um ano antes de a animação chegar aos cinemas. O advogado de Le Calvez, Pascal Kamina, afirmou à AFP que havia semelhança também nos personagens secundários, como o peixe cirurgião e o camarão-limpador. De acordo com a BBC, o autor disse que criou Pierrot em 1995, quando o registrou no órgão de direitos autorais da França; na época, ele tentou vender o personagem para os estúdios de animação do país, que rejeitaram sua ideia. Ele pediu a proibição de qualquer produto copiando a marca Pierrot, processou os estúdios por violação de direitos intelectuais e ainda tentou proibir a comercialização de livros e mercadorias relacionadas ao filme na França. A Disney negou as acusações.
Em abril de 2005, a justiça francesa deu ganho de causa à Disney e Pixar. Ficou demonstrado que os personagens de Finding Nemo já existiam no papel em 2000 e que o autor francês já sabia da existência do longa-metragem da Disney quando registrou sua própria marca, caracterizando tentativa de fraude. Le Calvez foi condenado a pagar 61 000 euros (80 000 dólares) em danos e custas processuais. Em março do ano anterior, o autor já perdera outra causa. Na ocasião, a corte francesa considerou que os dois personagens (Pierrot e Nemo/Marlin) eram semelhantes, ambos tinham um largo sorriso e três listras brancas na lateral do corpo, mas isso não era suficiente para caracterizar plágio, citando as diferenças de cor entre Pierrot e Nemo. Nesta ação, o escritor foi condenado a pagar mais 38 000 euros em danos à Disney e Pixar, além de reembolsar as custas advocatícias das duas empresas e da editora francesa Disney-Hachette Editions, somando mais 69 000 euros de penalidade.

## Legado

### Sequência
Os primeiros rumores de uma continuação de Finding Nemo datam de 2006, um ano após a Disney ter criado um novo estúdio de animação, o Circle 7 Animation (fechado pouco tempo depois), para fazer sequências dos sete filmes da Pixar de propriedade da Disney lançados até então. Em julho de 2012, foi noticiado que Andrew Stanton estava desenvolvendo uma sequência a ser intitulada Finding Dory, o que foi confirmado pelo diretor em setembro daquele mesmo ano.
Em abril de 2013, a Disney anunciou a sequência spin-off Finding Dory, confirmando que DeGeneres e Brooks estariam revivendo seus papéis como Dory e Marlin, respectivamente. O longa-metragem tinha previsão de lançamento para 25 de novembro de 2015, mas teve o final revisado depois que os executivos da Pixar viram Blackfish. Em 18 de setembro de 2013, foi anunciado que a animação seria adiada para 17 de julho de 2016. The Good Dinosaur, da Pixar, teve sua data de lançamento alterada para 25 de novembro de 2015 para permitir mais tempo para a produção do novo filme. Com foco em Dory numa jornada para se reunir com seus pais (Diane Keaton e Eugene Levy), Finding Dory, assim como o filme original, também se tornou um sucesso de público e crítica.

### Jogos eletrônicos
Um videogame homônimo baseado no filme foi disponibilizado em 2003 para as plataformas Microsoft Windows, Xbox, PlayStation 2, GameCube e Game Boy Advance. O objetivo do jogo é completar diferentes níveis assumindo-se os papéis de Nemo, Marlin ou Dory. Inclui cenas cortadas do filme e cada clipe é baseado em um nível. Foi também o último jogo da Pixar desenvolvido pela Traveller's Tales. Na época de seu lançamento, o jogo recebeu críticas mistas em todas as plataformas. Uma sequência para Game Boy Advance, intitulada Finding Nemo: The Continuing Adventures, foi lançada em 2004.

### Atrações em parques temáticos

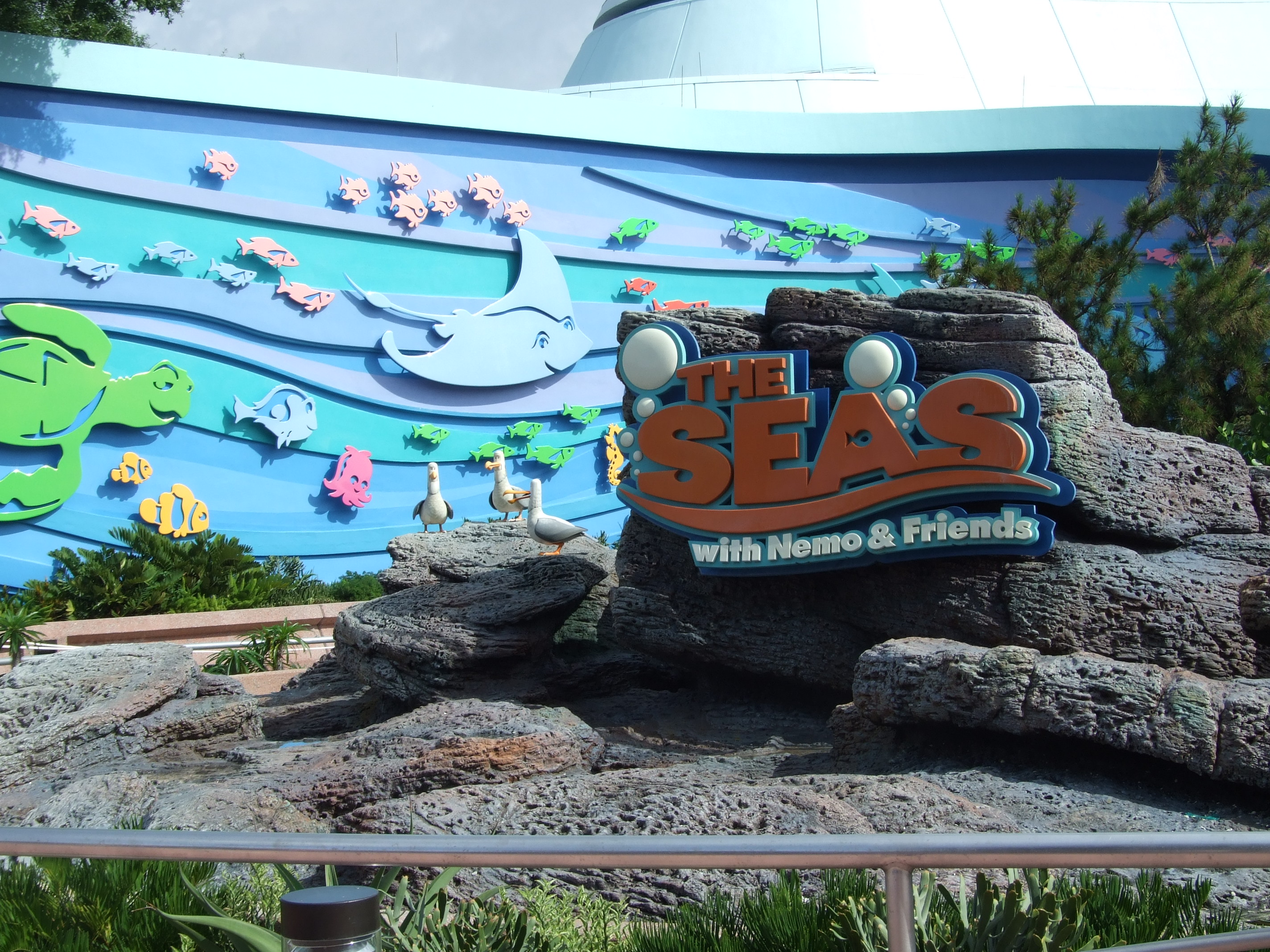
A entrada do The Seas With Nemo & Friends no Epcot em Orlando, Flórida, uma das muitas atrações de parques temáticos da Disney baseadas no filme.

Finding Nemo inspirou inúmeras atrações e propriedades nos parques da Disney em todo o mundo. Lançado em 2004 no Epcot, o Turtle Talk with Crush consiste na interação do personagem Crush com os convidados por meio de projeção digital e animação ativada por voz; em 2005, esse show teve sua estreia no Disney California Adventure Park e, em 2009, no Tokyo DisneySea. Entre outras atrações, estão o Finding Nemo Submarine Voyage, um passeio submarino inaugurado em 2007 no Disneyland Park, o The Seas with Nemo & Friends, um aquário público inaugurado no Epcot em 2007, no qual os personagens do filme são projetados na água parecendo nadar junto a peixes reais; e o Crush's Coaster, uma montanha-russa giratória inaugurada em 2007 no Walt Disney Studios Park da Disneyland Paris. Também em 2007, estreou no Disney's Animal Kingdom a produção teatral Finding Nemo – The Musical, combinando marionetes, dançarinos, acrobatas e cenários animados.

### Versão navajo
Em 2016, o vice-presidente sênior da Disney Character Voices International, Rick Dempsey, em colaboração com o Navajo Nation Museum, criou uma dublagem navajo do filme, intitulada Nemo Há'déést'íí e disponibilizada nos cinemas de 18 a 24 de março do mesmo ano. O projeto foi pensado como uma forma de preservar a tradicional língua navajo, falada pela maior tribo nativa americana dos Estados Unidos, os navajos, ensinando-a para crianças através de um filme da Disney. O estúdio realizou audições em reserva indígena, porém, segundo Dempsey, foi difícil encontrar um falante nativo adequado à idade para dublar Nemo, já que a maioria dos falantes nativos tem mais de 40 anos. A versão dos créditos finais da música "Beyond the Sea", regravada em inglês por Robbie Williams, também foi adaptada para o navajo, sendo cantada pelo vocalista da banda Fall Out Boy, Patrick Stump. Finding Nemo foi o segundo filme a receber uma dublagem nessa língua: em 2013, uma versão navajo de Star Wars foi criada.